# Тролли (Средиземье)
Тролли (англ. Trolls) — в легендариуме Дж. Р. Р. Толкина злобные существа, выведенные Морготом в Первую эпоху Средиземья, возможно, в насмешку над энтами или в попытке противопоставить их энтам и таким образом усилить свои орочьи войска.
В одном из томов «Истории Средиземья» наличествует запись о происхождении троллей: Моргот оживил камни и вселил в них души орков.
Тролли отличаются огромным ростом (12-14 футов) и силой, а также чрезвычайной уродливостью и тупоумием (за исключением олог-хай). Шкура троллей была толстой и грубой, кровь имела чёрный цвет. Любой тролль, кроме олог-хай, на солнечном свету превращался в камень. Тролли не строили никаких домов и обитали в пещерах. Питались они преимущественно мясом — как сырым, так и приготовленным разными способами (в повести «Хоббит, или Туда и обратно» тролли долго решали, как съесть гномов — сырыми, жареными, варёными или сделать из них начинку для пирогов, или же сырыми, но предварительно раздавленными), могли убить ради забавы, а награбленное добро складывали в пещеры. Так, именно в пещере троллей были найдены давно утраченные эльфийские мечи Оркрист и Гламдринг (см. «Хоббит, или Туда и обратно»). Жили, вероятно, поодиночке или небольшими группами.
В «Хоббите», «Властелине Колец» и приложениях к «ВК» упоминаются следующие виды троллей: «классические» каменные тролли Эриадора (с ними столкнулись Бильбо и гномы во время похода к Эребору), гигантские пещерные тролли (great cave-troll) Мории (они не имели пальцев на ногах, с одним из них столкнулся Отряд Кольца), горные тролли — выступали в качестве прислуги тарана при штурме Минас-Тирита, холмовые тролли (hill-trolls) Горгорота (их тело покрывала чешуя) — участвовали в бою у ворот Мораннона, олог-хай — улучшенные Сауроном тролли. Также чернокожие люди из Дальнего Харада были похожи на полутроллей. Ещё есть упоминание о снежных троллях — с ними сравнивают короля Рохана Хельма.
После уничтожения Кольца Всевластья тролли укрылись в глухих местах и, вероятно, со временем вымерли.
На синдарине слово «тролль» звучит как «торог».